# Милош Тенковић
Милош Тенковић (Београд, 8. април 1849 — Београд, 16. јануар 1891) био је српски сликар. Један је од зачетника стилског правца реализма у српском сликарству.

## Биографија
Прве сликарске потезе учио је код београдских сликара Стеве Тодоровића и Јована Дерока. Огласио се он први пут у јавности 1868. године у "Српским новинама". Желео је да изда литографисану књигу "Марко Краљевић и Муса Кесеџија". Био је један од најталентованијих ученика српске Државне књигопечатње. Учио је при њеној каменорезници литографисање.
Сликарство је затим студирао у Бечу (1869) и Минхену од 1870. године. Становао је заједно у Бечу са колегом Ђорђем Миловановићем.  У то време у Минхену су студирали и Ђорђе Крстић и Ђорђе Миловановић. Био је ван Србије у периоду 1869-1877. године. Годину дана у Бечу, а остале у Минхену је провео. Током студија у Баварској учио је извесно време сликање приватно у атељеу код Едмунда Харбургера.
По повратку у Београд до смрти 1890. године, био је гимназијски професор. Приредио је у пролеће - марта 1881. године у београдској "Касини", изложбу својих радова. Била је то трећа до тад београдска јавна сликарска изложба. Министарство просвете Србије је тек јула 1887. године донело решење да као живописац испуњава услове за учитеља цртања у средњим школама. Дотле је седам година узалуд молио да му се дозволи рад у просвети.
Пред смрт 1890. године, умно је оболео.
Радио је портрете, мртву природу и пејзаже. Аутор је многих студија и акварела. Био је следбеник минхенске школе реализма у сликарству.
У његовим сликама светлост има посебно важну улогу. Ова светлост није сликана у природи, већ је реконструисана у атељеу.
Његова најзначајнија дела се чувају у Народном музеју у Београду. Истичу се: „Продавачица цвећа“ (1877), „Мајолика“, „Аутопортрет“, „Пејзаж са кравама“ (1880).

## Галерија
- Цвећарка 1877.
- Мртва природа, 1878.
- Мртва природа, 1878.
- Пејзаж са кравама 1878.
- Степенице, 1879.
- Заспала жена, 1880.